# Terhagen (Rumst)

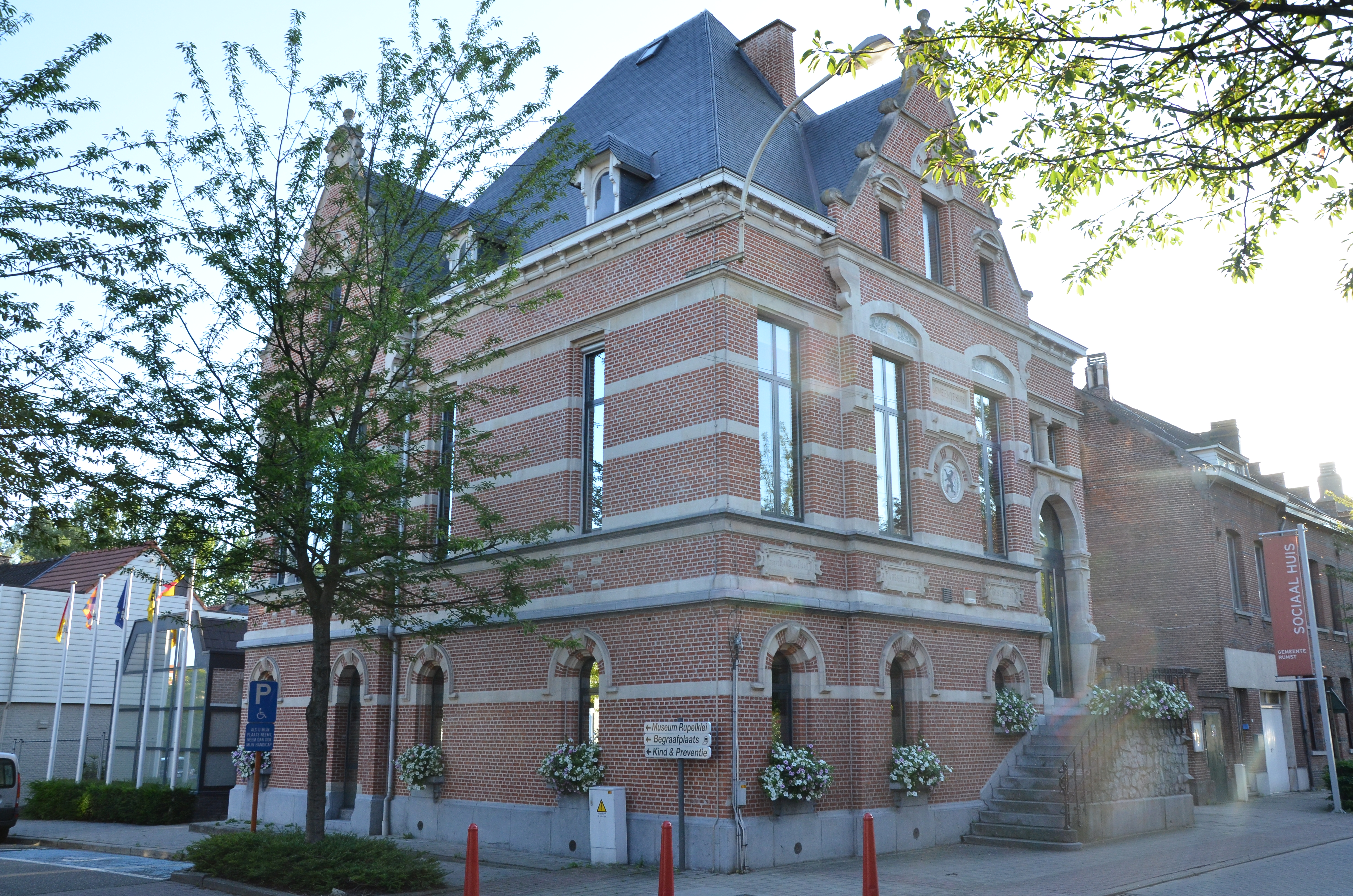
Oud-Gemeentehuis

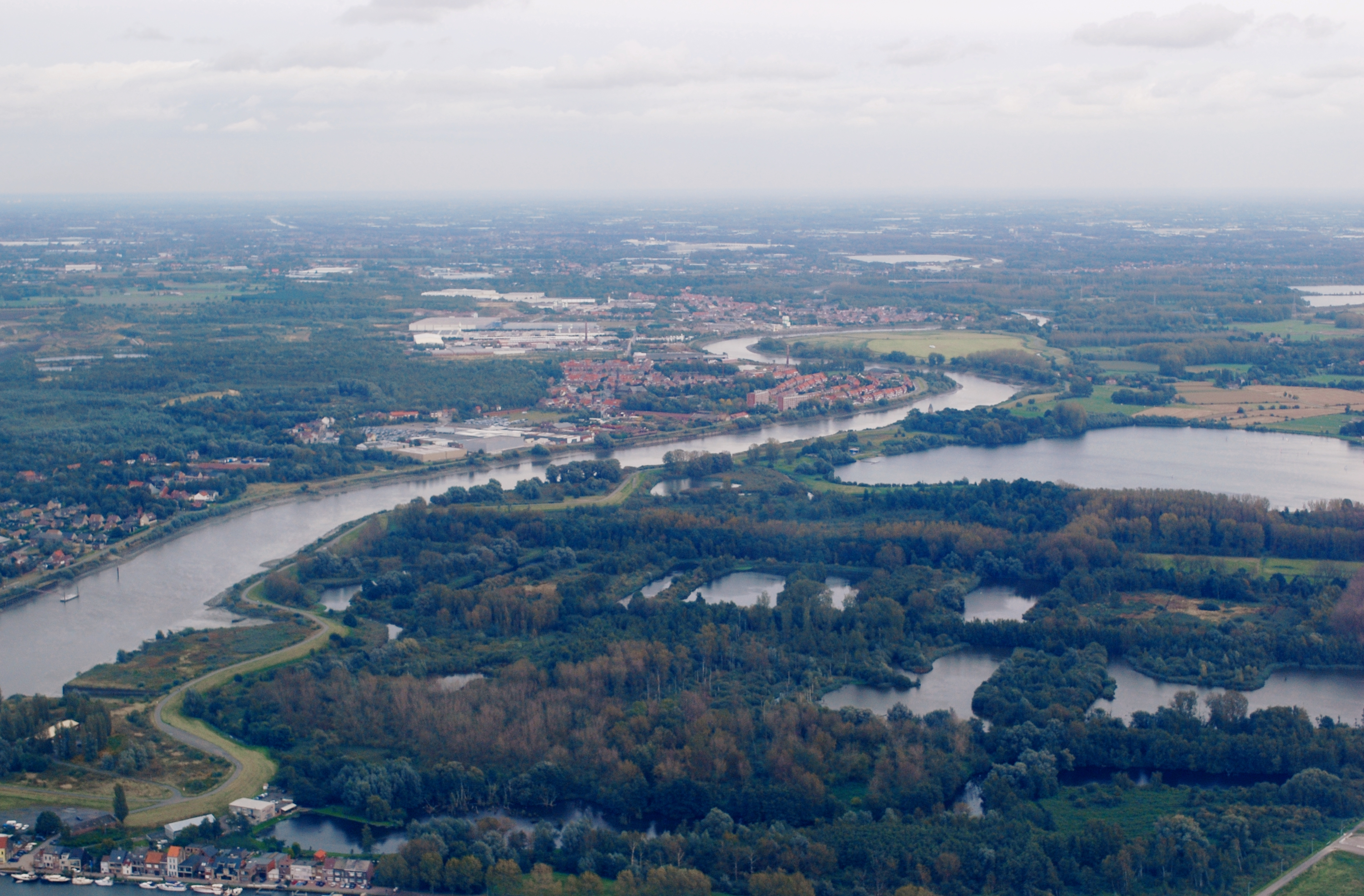
Terhagen bij de Rupel

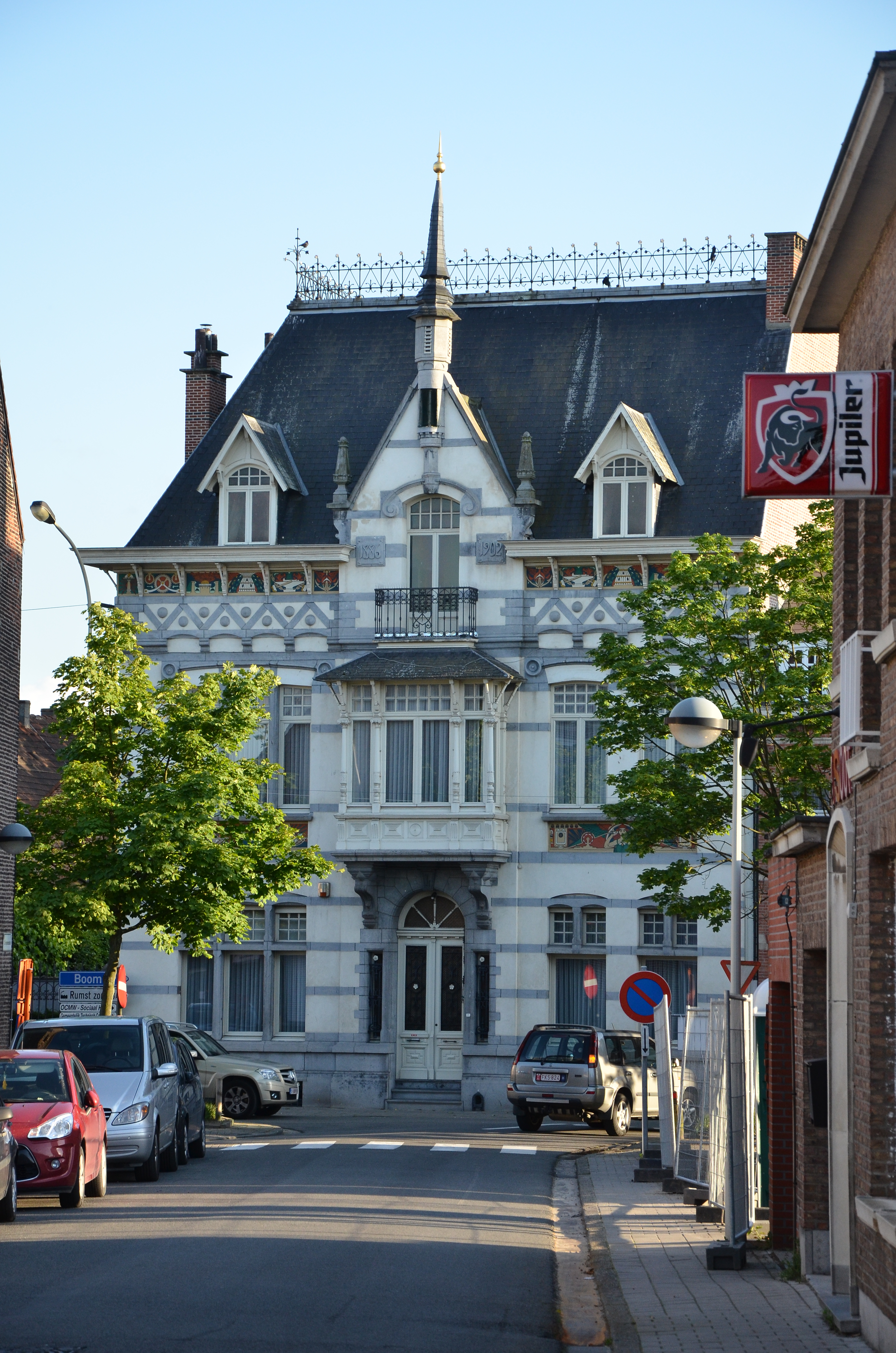
Herenhuis Lamberts in de Kardinaal Cardijnstraat

Terhagen is een dorp in de Belgische provincie Antwerpen en een deelgemeente van Rumst. Terhagen was vanaf 1874 een zelfstandige gemeente tot aan de gemeentelijke herindeling van 1977. Het dorp is niet te verwarren met het Oost-Vlaamse station Terhagen, een stopplaats op de grens van Borsbeke en Ressegem.

## Geschiedenis
Terhagen was vroeger een gehucht van Rumst, maar werd in 1874 een afzonderlijke gemeente. In 1875 werd het ook een zelfstandige parochie. Terhagen is gegroeid als steenbakkerijdorp. Er ontstonden  uitgestrekte velden met droogschuren en ook werden vele kleiputten gegraven. Vanaf de jaren '70 van de 20e eeuw beëindigden de fabrieken hun productie. Alleen de lege gebouwen en een museum herinneren nog aan het verleden. De oude kleiputten werden omgezet in een natuurgebied met wandelmogelijkheden. In 1977 fuseerde Terhagen weer met Rumst.

## Bezienswaardigheden
- De Sint-Jozefskerk
- Het Klooster van de Zusters van Vorselaar
- Voormalig Gemeentehuis
- Het museum Rupelklei

## Natuur en landschap
Terhagen ligt aan de Rupel. De bodem is zandlemig en de hoogte varieert van 5 tot 30 meter. Het grondgebied van Terhagen is voor 50% gevormd door de steenindustrie en kleiputten. De baksteenindustrie is verdwenen in de jaren '70 van de 20e eeuw. Een museum en een groot aantal kleiputten zijn gebleven.
De Kleiputten Terhagen vormen een natuurgebied op het terrein van de voormalige kleiputten.

## Demografische ontwikkeling
- Bronnen:NIS, Opm:1806 tot en met 1970=volkstellingen; 1976 = inwoneraantal op 31 december

## Politiek

### Geschiedenis

#### (Voormalige) Burgemeesters
| Tijdspanne | Tijdspanne  | Burgemeester               |
| ---------- | ----------- | -------------------------- |
|            | 1875 - 1885 | I. Franciscus Pauwels (KP) |
|            | ? - 1971    | Nicolas Verlinden          |
|            | 1971 - 1976 | Isidore Egelmeers (BSP)    |

## Mobiliteit
Het dorp is door middel van de Nieuwstraat verbonden met Rumst en via de Kapelstraat met buurgemeente Boom.

## Sport
- Voetbalclub VC Vlug en Vrij Terhagen was in het midden van de 20ste eeuw enkele decennia aangesloten bij de KBVB. De club speelde ruim een decennium in de nationale reeksen.
- Judoclub Samurai Terhagen
- Badmintonclub De Klamp
- Katholieke Turnkring Hou en Trouw

## Bekende Terhagenaren
Bekende personen die geboren werden of woonachtig waren in Terhagen of een andere significante band met de gemeente hadden:
- Piet Van Aken (1920-1984), schrijver
- Isidore Egelmeers (1929-2018), politicus
- Jan Baptist Lamberts (1859-1925), ondernemer

## Nabijgelegen kernen
Boom, Rumst